# Tuynhuys
Tuynhuys ou De Tuynhuys (maison du jardin) est la résidence du président d'Afrique du Sud dans la ville du Cap en Afrique du Sud. Son nom de Tuynhuys lui a été officiellement (ré)-attribué en 1972. Le bâtiment fut autrefois la résidence des gouverneurs néerlandais et britanniques de la colonie du Cap puis des gouverneurs d'Afrique du Sud avant de devenir la résidence présidentielle en 1961.

## Localisation
De Tuynhuys est situé au Cap sur Government Avenue et est séparé à l'est de Company's Garden par un portail. Il jouxte le parlement sud-africain. 
La statue équestre du général Louis Botha est situé à l'ouest de Tuynhuys.

## Histoire
Le batiment est pour la première fois mentionné en 1674 quand la Compagnie néerlandaise des Indes orientales fit construire un hangar pour stocker les outils du grand jardin créé en 1652 par Jan van Riebeeck.
En 1682, le hangar à outils était transformé en maison d'hôtes pour recevoir les visiteurs étrangers du gouverneur Simon van der Stel.
Le bâtiment a été rénové et agrandi à de nombreuses reprises jusqu'en 1751, année où le gouverneur a déclaré que le bâtiment servirait de résidence d'été.
En 1790, le bâtiment était connu sous le nom de « maison du gouverneur dans les jardins de la compagnie » (Het Governiurs Huys in de Compagnies Tuyn).
Du point de vue de la conception, le bâtiment, qui comprend des éléments néoclassiques et baroques de style Louis XVI, a été influencé par l'architecture néerlandaise du Cap (en). Dessiné par l'architecte Josephus Jones, les plans pour le bâtiment et la conception globale sont en grande partie attribués à l'architecte français Louis-Michel Thibault (1750-1815). Cependant, les détails artistiques des façades extérieures, y compris les sculptures de Mercure et de Poséidon, portant la bannière de la Compagnie hollandaise des Indes orientales, sont notamment attribués aux sculpteurs Jacobus Leeuwenberg et Anton Anreith.
La main-d’œuvre utilisée pour la construction du bâtiment était globalement des esclaves, originaires de Madagascar, d'Angola, d'Inde, de Java ou encore de Malaisie. Une grande partie des artisans qualifiés en maçonnerie, ébénisterie, menuiserie étaient des esclaves.
Lorsque la colonie du Cap passa définitivement sous administration britannique en 1806, la façade décorative du bâtiment, dorénavant appelé Government House, ainsi que d’autres ornements baroques de la période hollandaise sont plâtrés et dissimulés pour créer un bâtiment de style géorgien typique de l’époque. Le gouverneur Lord Charles Somerset fait par ailleurs agrandir le bâtiment des deux côtés pour y installer une salle de bal, un somptueux escalier et des cheminées.

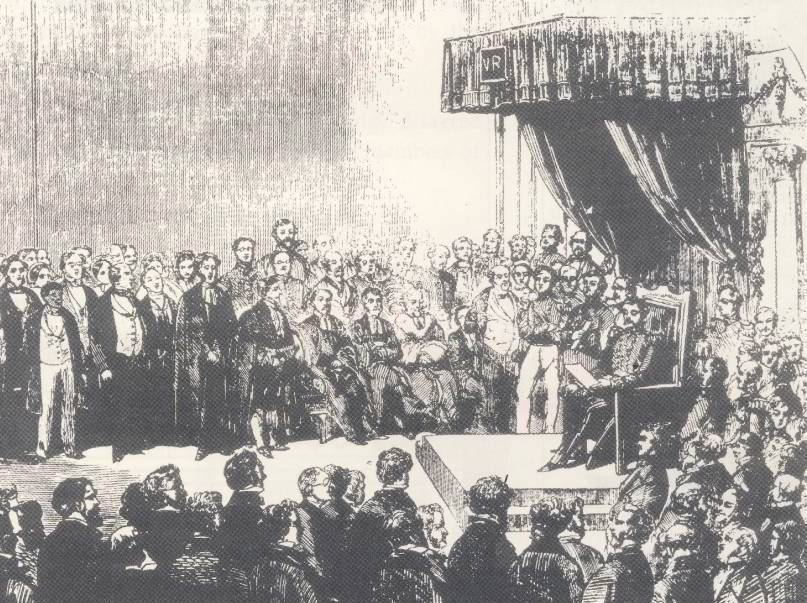
Ouverture du parlement du cap, à De Tuynhuys en 1854

Le bâtiment est utilisé pour l’inauguration du premier parlement du Cap en 1854.
Lors de la fondation de l'Union sud-africaine en 1910, le bâtiment, qui jouxte le parlement sud-africain, garde ses fonctions de résidence pour le gouverneur d'Afrique du Sud. En 1961, à la création de la république d'Afrique du Sud, il devient la résidence au Cap du Président de l’État.
En 1968, l'architecte du Cap, Gabriel Fagan, entreprend la tâche complexe de restaurer l'édifice pour lui redonner son aspect du XVIIIe siècle. Les plans et dessins de Josephus Jones et de Thibault sont utilisés par Fagan pour recréer la façade du jardin. Après des fouilles minutieuses, les guirlandes de stuc et autres décorations florales ainsi que les travaux en relief, conformes aux dessins de Jones et restés raisonnablement intacts, sont mis au jour. Les deux sculptures gréco-romaines n'ont cependant pas survécu. Finalement, le résultat de la restauration est un synthèse harmonieuse entre le bâtiment du XVIIIe siècle et le meilleur des ajouts ultérieurs à l'édifice.

## Évènements historiques
En 1947, la famille royale britannique séjourne à Government House lors de sa visite en Afrique du Sud.
Le 5 juillet 1989, le Président Pieter Botha y reçoit secrètement Nelson Mandela, alors que celui-ci est toujours prisonnier de l’État.
Le 18 mars 1992, sur les marches de Tuynhuys, le président Frederik de Klerk annonça que, à la suite de la victoire du oui au référendum sur la fin de l'apartheid, les Sud-africains venaient de clore définitivement ce chapitre de leur histoire.
En 1998, le président Nelson Mandela y reçoit Bill Clinton. Il y fait alors un discours sur la fidélité qu'il conserve envers des chefs d'État qui l'ont défendu lui et ses confrères, pendant la période de l'Apartheid. Il mentionne notamment les dictateurs Fidel Castro (Cuba) et Mouammar Kadhafi (Libye) ainsi que Hachemi Rafsandjani, l'ancien président d'Iran, qui furent les premiers chefs d'État étrangers invités par le 1er gouvernement post-apartheid,.

## Galerie

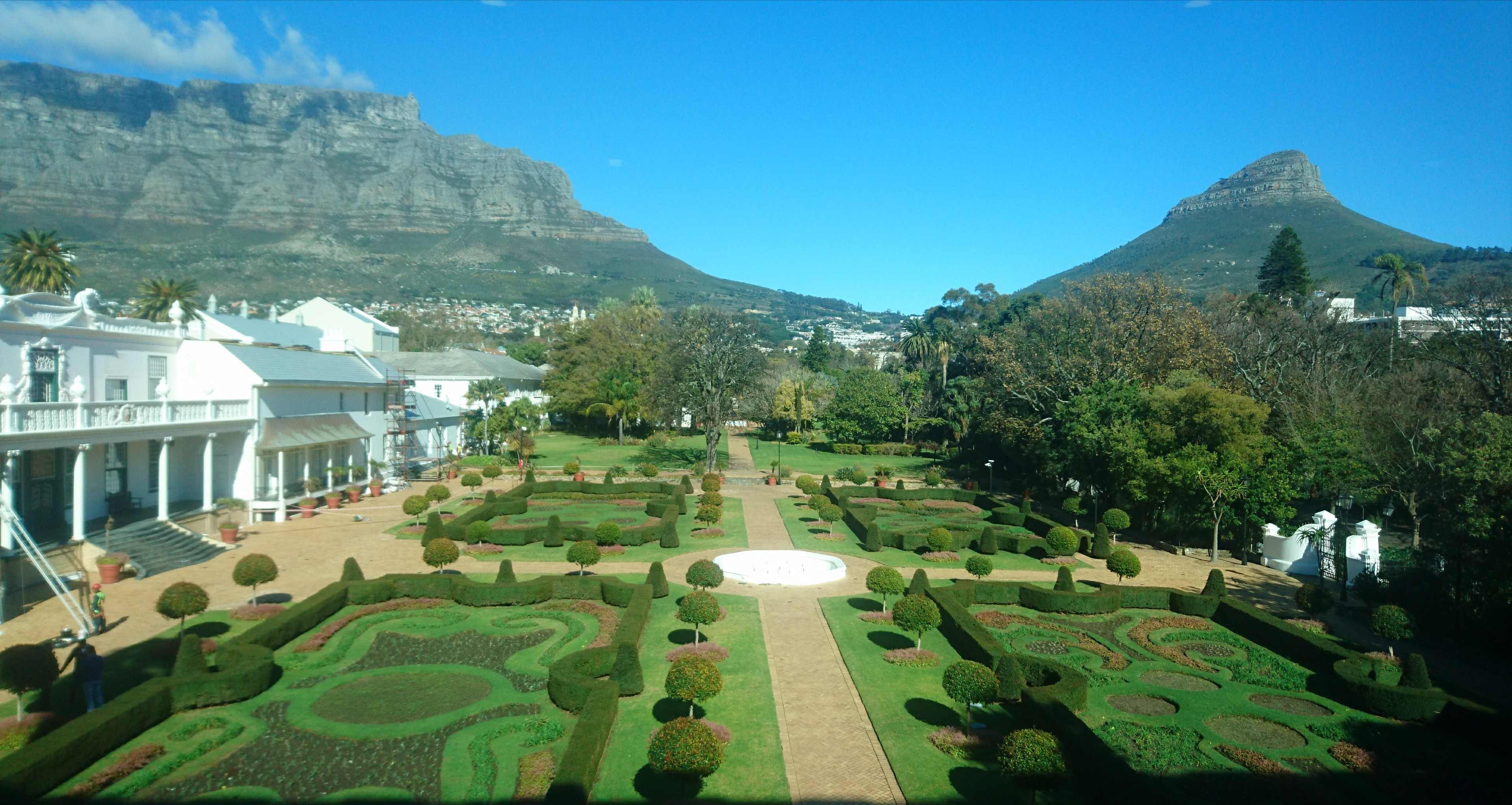
Vue sur Tuynhuins depuis le parlement en regardant les jardins
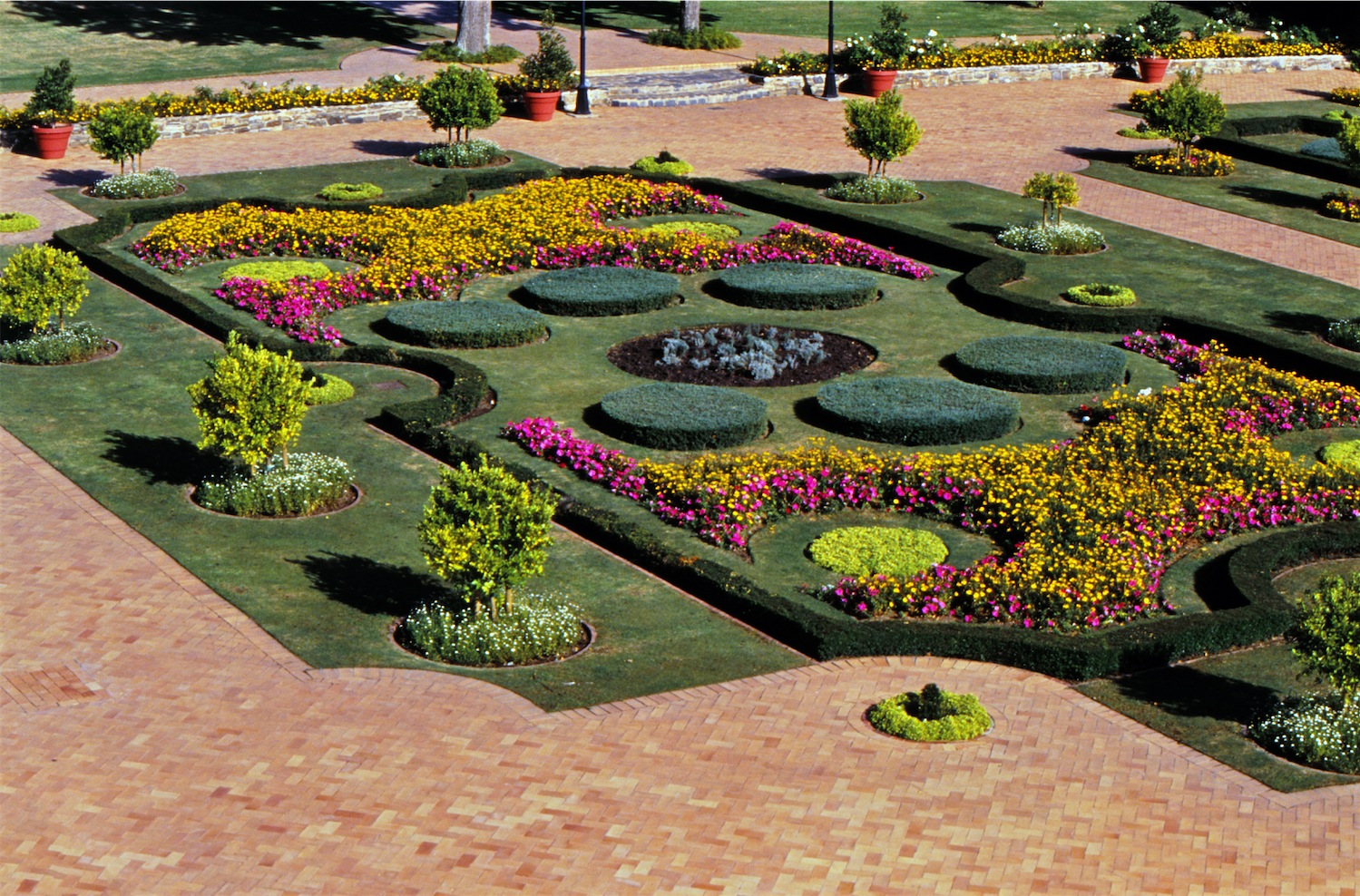
Parterre floral dans les jardins.
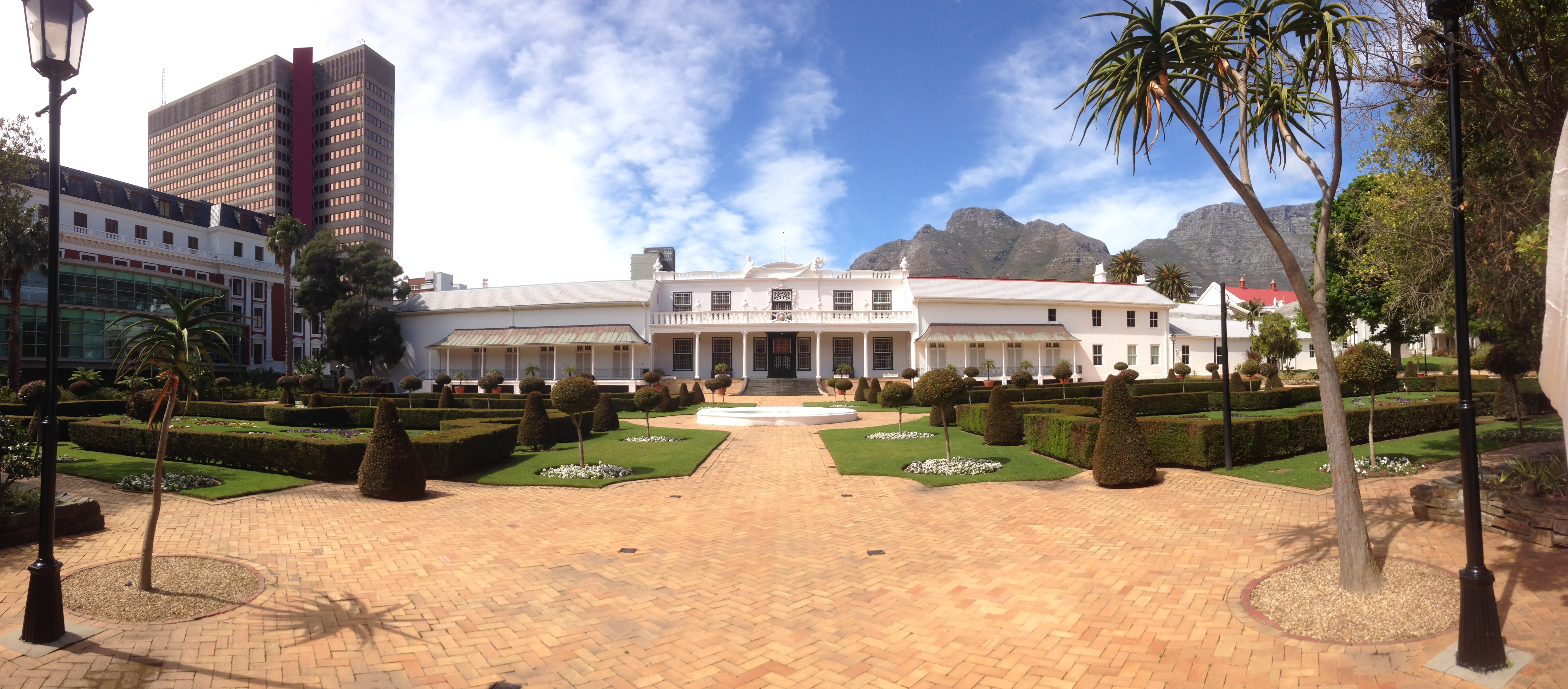
Façade complète avec le parlement à gauche